# Bruchidius despicatus
Bruchidius despicatus là một loài bọ cánh cứng trong họ Bruchidae. Loài này được Lea miêu tả khoa học năm 1899.